# ليونارد شريدر
ليونارد شريدر (بالإنجليزية: Leonard Schrader)‏ هو كاتب ومنتج أفلام وكاتب سيناريو ومخرج أمريكي، ولد في 30 نوفمبر 1943 في غراند رابيدز في الولايات المتحدة، وتوفي في 2 نوفمبر 2006 في لوس أنجلوس في الولايات المتحدة بسبب نوبة قلبية.

## وصلات خارجية
- ليونارد شريدر على موقع IMDb (الإنجليزية)
- ليونارد شريدر على موقع ألو سيني (الفرنسية)
- ليونارد شريدر على موقع أول موفي (الإنجليزية)
- ليونارد شريدر على موقع قاعدة بيانات الأفلام السويدية (السويدية)
- ليونارد شريدر على موقع قاعدة بيانات الفيلم (الإنجليزية)
- ليونارد شريدر على موقع كينوبويسك (الروسية)